# Agate Caune
Agate Caune (7 de agosto de 2004) es una deportista letona que compite en atletismo, especialista en las carreras de fondo. En los Juegos Europeos de Cracovia 2023 consiguió una medalla de oro en la prueba de 5000 m y en el Campeonato Europeo Sub-20 de 2023 otras dos en las pruebas de 3000 m y 5000 m.

## Palmarés internacional
| Juegos Europeos           | Juegos Europeos    | Juegos Europeos | Juegos Europeos |
| Año                       | Lugar              | Medalla         | Prueba          |
| ------------------------- | ------------------ | --------------- | --------------- |
| 2023                      | Chorzów (Polonia)  | Medalla de oro  | 5000 m          |
| Campeonato Europeo Sub-20 |                    |                 |                 |
| Año                       | Lugar              | Medalla         | Prueba          |
| 2023                      | Jerusalén (Israel) | Medalla de oro  | 3000 m          |
| 2023                      | Jerusalén (Israel) | Medalla de oro  | 5000 m          |